# Vierschanzentournee 1997/98
Die 46. Vierschanzentournee 1997/98 war Teil des Skisprung-Weltcups 1997/1998. Das Springen in Oberstdorf fand am 29. Dezember statt, am 1. Januar das Springen in Garmisch-Partenkirchen und am 4. Januar das Springen in Innsbruck. Die Veranstaltung in Bischofshofen schließlich fand am 6. Januar statt.

## Teilnehmer
In der folgenden Tabelle sind alle Springer aufgeführt, die bei mindestens einem Springen in die Tournee-Wertung kamen. Springer, die bei allen Gelegenheiten in der Qualifikation scheiterten, können fehlen.
| Nation      | Athleten |
| ----------- | --- |
| Deutschland | Klaus Allgayer, Roland Audenrieth, Christof Duffner, Ralf Gebstedt, Sven Hannawald, Alexander Herr, Ronny Hornschuh, Hansjörg Jäkle, Frank Reichel, Martin Schmitt, Gerd Siegmund, Dieter Thoma, Michael Uhrmann, Michael Wagner |
| Österreich  | Karl-Heinz Dorner, Fabian Ebenhoch, Andreas Goldberger, Adolf Grugger, Martin Höllwarth, Stefan Horngacher, Michael Kury, Wolfgang Loitzl, Reinhard Schwarzenberger, Matthias Wallner, Andreas Widhölzl                          |
| Finnland    | Janne Ahonen, Jussi Hautamäki, Matti Hautamäki, Ville Kantee, Mika Laitinen, Ari-Pekka Nikkola, Kimmo Savolainen, Jani Soininen                                                                                                  |
| Frankreich  | Lucas Chevalier-Girod, Nicolas Dessum, Jérôme Gay |
| Italien     | Roberto Cecon, Ivan Lunardi |
| Japan       | Kazuyoshi Funaki, Masahiko Harada, Noriaki Kasai, Yoshikazu Norota, Takanobu Okabe, Masayuki Satō, Hiroya Saitō, Kenji Suda, Naoki Yasuzaki, Kazuya Yoshioka                                                                     |
| Kasachstan  | Dmitri Tschwykow |
| Südkorea    | Choi Heung-chul |
| Norwegen    | Espen Bredesen, Kristian Brenden, Tommy Ingebrigtsen, Stian Kvarstad, Håvard Lie, Roar Ljøkelsøy, Lasse Ottesen, Henning Stensrud                                                                                                |
| Polen       | Krystian Długopolski, Adam Małysz, Robert Mateja, Wojciech Skupień |
| Russland    | Waleri Kobelew |
| Schweiz     | Simon Ammann, Sylvain Freiholz, Bruno Reuteler, Marco Steinauer |
| Slowenien   | Primož Peterka, Miha Rihtar, Blaž Vrhovnik, Peter Žonta |
| Tschechien  | Michal Doležal, Jakub Janda, František Jež, Jaroslav Sakala |

## Oberstdorf
- Datum: 29. Dezember 1997
- Land:  Deutschland
- Schanze: Schattenbergschanze

| Pos. | Springer           | Land        | Punkte |
| ---- | ------------------ | ----------- | ------ |
| 1    | Kazuyoshi Funaki   | Japan       | 240,9  |
| 2    | Hiroya Saitō       | Japan       | 239,4  |
| 3    | Ari-Pekka Nikkola  | Finnland    | 235,2  |
| 4    | Michael Wagner     | Deutschland | 222,5  |
| 5    | Sven Hannawald     | Deutschland | 222,4  |
| 6    | Noriaki Kasai      | Japan       | 221,9  |
| 7    | Andreas Goldberger | Österreich  | 220,1  |
| 8    | Kazuya Yoshioka    | Japan       | 219,6  |
| 9    | Takanobu Okabe     | Japan       | 218,6  |
| 10   | Andreas Widhölzl   | Österreich  | 217,6  |

## Garmisch-Partenkirchen
- Datum: 1. Januar 1998
- Land:  Deutschland
- Schanze: Große Olympiaschanze

| Zwischenstand nach 2 Springen | Zwischenstand nach 2 Springen | Zwischenstand nach 2 Springen |
| Pos.                          | Springer                      | Punkte                        |
| ----------------------------- | ----------------------------- | ----------------------------- |
| 1.                            | Funaki                        | 484,4                         |
| 2.                            | Saito                         | 476,3                         |
| 3.                            | Harada                        | 459,0                         |

| Pos. | Springer         | Land        | Punkte |
| ---- | ---------------- | ----------- | ------ |
| 1    | Kazuyoshi Funaki | Japan       | 243,5  |
| 2    | Masahiko Harada  | Japan       | 241,8  |
| 3    | Hiroya Saitō     | Japan       | 236,9  |
| 4    | Janne Ahonen     | Finnland    | 228,4  |
| 5    | Jani Soininen    | Finnland    | 227,2  |
| 6    | Primož Peterka   | Slowenien   | 225,9  |
| 7    | Michael Wagner   | Deutschland | 222,2  |
| 8    | Dieter Thoma     | Deutschland | 221,8  |
| 9    | Kazuya Yoshioka  | Japan       | 215,3  |
| 10   | Sven Hannawald   | Deutschland | 212,5  |

## Innsbruck
- Datum: 4. Januar 1998
- Land:  Österreich
- Schanze: Bergiselschanze

| Zwischenstand nach 3 Springen | Zwischenstand nach 3 Springen | Zwischenstand nach 3 Springen |
| Pos.                          | Springer                      | Punkte                        |
| ----------------------------- | ----------------------------- | ----------------------------- |
| 1.                            | Funaki                        | 725,1                         |
| 2.                            | Harada                        | 688,3                         |
| 3.                            | Ahonen                        | 674,3                         |

| Pos. | Springer           | Land        | Punkte |
| ---- | ------------------ | ----------- | ------ |
| 1    | Kazuyoshi Funaki   | Japan       | 240,7  |
| 2    | Sven Hannawald     | Deutschland | 230,3  |
| 3    | Janne Ahonen       | Finnland    | 230,2  |
| 4    | Masahiko Harada    | Japan       | 229,3  |
| 5    | Andreas Goldberger | Österreich  | 228,3  |
| 6    | Jani Soininen      | Finnland    | 224,8  |
| 7    | Dieter Thoma       | Deutschland | 224,5  |
| 8    | Primož Peterka     | Slowenien   | 204,2  |
| 9    | Nicolas Dessum     | Frankreich  | 203,9  |
| 10   | Hiroya Saitō       | Japan       | 195,4  |

## Bischofshofen
- Datum: 6. Januar 1998
- Land:  Österreich
- Schanze: Paul-Außerleitner-Schanze

| Pos. | Springer           | Land        | Punkte |
| ---- | ------------------ | ----------- | ------ |
| 1    | Sven Hannawald     | Deutschland | 247,6  |
| 2    | Hansjörg Jäkle     | Deutschland | 235,2  |
| 3    | Janne Ahonen       | Finnland    | 232,7  |
| 4    | Dieter Thoma       | Deutschland | 229,6  |
| 5    | Andreas Widhölzl   | Österreich  | 228,6  |
| 6    | Andreas Goldberger | Österreich  | 225,0  |
| 7    | Jani Soininen      | Finnland    | 223,1  |
| 8    | Kazuyoshi Funaki   | Japan       | 218,9  |
| 9    | Kimmo Savolainen   | Finnland    | 212,6  |
| 10   | Wolfgang Loitzl    | Österreich  | 205,9  |

## Gesamtstand
| Rang | Name               | Nation      | Gesamt- wertung | Oberst- dorf | Garmisch- Partenk. | Inns- bruck | Bischofs- hofen |
| ---- | ------------------ | ----------- | --------------- | ------------ | ------------------ | ----------- | --------------- |
| 1    | Kazuyoshi Funaki   | Japan       | 944,0           | 240,9 / 01.  | 243,5 / 01.        | 240,7 / 01. | 218,9 / 08.     |
| 2    | Sven Hannawald     | Deutschland | 912,8           | 222,4 / 05.  | 212,5 / 10.        | 230,3 / 02. | 247,6 / 01.     |
| 3    | Janne Ahonen       | Finnland    | 907,0           | 215,7 / 12.  | 228,4 / 04.        | 230,2 / 03. | 232,7 / 03.     |
| 4    | Andreas Goldberger | Österreich  | 884,4           | 220,1 / 07.  | 211,0 / 11.        | 228,3 / 05. | 225,0 / 06.     |
| 5    | Jani Soininen      | Finnland    | 863,7           | 188,6 / 19.  | 227,2 / 05.        | 224,8 / 06. | 223,1 / 07.     |
| 6    | Dieter Thoma       | Deutschland | 859,1           | 183,2 / 22.  | 221,8 / 08.        | 224,5 / 07. | 229,6 / 04.     |
| 7    | Andreas Widhölzl   | Österreich  | 831,8           | 217,6 / 10.  | 198,9 / 21.        | 186,7 / 16. | 228,6 / 05.     |
| 8    | Stefan Horngacher  | Österreich  | 808.8           | 215,3 / 13.  | 202,5 / 19.        | 188,6 / 15. | 202,4 / 12.     |
| 9    | Kazuya Yoshioka    | Japan       | 804.3           | 219,6 / 08.  | 215,3 / 09.        | 195,0 / 12. | 174,4 / 26.     |
| 10   | Masahiko Harada    | Japan       | 777.9           | 217,2 / 11.  | 241,8 / 02.        | 229,3 / 04. | 89,6 / 34.      |